# Bolzen (Zeitschrift)

Das Logo von Bolzen

Das Fußball-Magazin Bolzen erschien von 2004 bis 2009, zu Beginn im Kölner Intro-Verlag, dann im Berliner 11 Freunde Verlag, insgesamt wurden 13 Ausgaben veröffentlicht. Thema des Magazins war vorrangig der nicht im Verein bzw. außerhalb des DFB organisierte Fußball, der sogenannte Freizeitfußball.
Ein Teil der Auflage lag der Zeitschrift 11 Freunde bei. 